# Can Tries (Riells i Viabrea)
Can Tries és un mas ubicat al terme municipal de Riells i Viabrea. Apareix fotografiat ja en els primers vols aeris dels americans l'any 1946 i 1956, on s'aprecia el mas i els camps treballats. Les fotografies es poden veure a través de l'eina del ICGC, Vissir3.
Masia d'estil tradicional, integrada per únic cos principal. Totalment abandonada i en ruïnes. Ja estava deteriorada, i l'incendi de l'any 1994 la va deixar en ruïnes.
El volum principal, l'històric, és una construcció de planta rectangular, amb una alçada de planta i pis, i teulada de dos vessants laterals. Actualment manca tota la teulada i l'estructura interor. Part de les façanes també han anat a terra. Arrebossat de morter de calç, parcialment desprès. Sense cornisa.No hi ha volums secundaris ni annexes.
Pels voltants hi ha restes d'una bassa, un safareig, i una antiga masovería que actualment es troba completament enrunada.
Pertany a la finca de can Plana.
Es pot trobar localitzat al mapa: "Les ruïnes del Montseny".